# Edinburgh & Leith Engineering Company
Edinburgh & Leith Engineering Company war ein britischer Hersteller von Automobilen.

## Unternehmensgeschichte
Das Unternehmen aus dem Edinburgher Stadtteil Leith begann 1905 mit der Produktion von Automobilen. Der Markenname lautete Bon-Car. 1907 endete die Produktion. Es entstanden nur wenige Exemplare.

## Fahrzeuge
Im Angebot standen Dampfwagen.